# Roy Dupuis
Roy Dupuis (New Liskeard (Ontario), 21 april 1963) is een Canadees acteur.
Van 1997 tot 2001 speelde hij Michael in de succesvolle Canadese televisiereeks Nikita.

## Filmografie
- Rumours (2024)
- L'Arracheuse de temps (2021)
- Les Fleurs oubliées (2019)
- Pieds nus dans l'aube (2017)
- Embrasse-moi comme tu m'aimes (2016)
- Feuilles mortes (2016)
- Le Bruit des arbres (2015)
- The Forbidden Room (2015)
- Là où Atilla passe... (2015)
- Ceci n'est pas un polar (2014)
- L'Autre Maison (2013)
- Cyanure (2013)
- Roche Papier Ciseaux (2013)
- Coteau Rouge (2011)
- Chercher le courant (2011)
- The Timekeeper (2009)
- Les Doigts croches (2009)
- Je me souviens (2009)
- L'instinct de mort (2008)
- Truffe (2008)
- Un été sans point ni coup sûr (2008)
- Shake Hands with the Devil (2006)
- That Beautiful Somewhere (2006)
- Maurice Richard (2005)
- Mémoires Affectives (2004)
- Les Invasions Barbares (2003)
- Free Money (1998)
- Nikita (televisieserie, 1997-2001)
- Hemoglobin (1997)
- Screamers (1995)
- Being at Home with Claude (1992)
- Les Filles de Caleb (1990)